# Fabio Garagnani
Fabio Garagnani (San Giovanni in Persiceto, 15 ottobre 1951) è un politico italiano.
Laureato in giurisprudenza, svolge la carica di funzionario della Camera di commercio di Bologna.

## La carriera politica
Eletto per la prima volta al consiglio comunale di San Giovanni in Persiceto, in Emilia-Romagna, a 20 anni nel 1972 nelle liste della Democrazia Cristiana.
Nel 1980 è eletto consigliere provinciale per la Democrazia Cristiana nel collegio di San Giovanni.
Nelle regionali del 1985 è eletto per la prima volta alla Regione Emilia-Romagna sempre nelle liste della Democrazia Cristiana, rieletto nel 1990 viene in seguito eletto capogruppo della DC al consiglio regionale. Viene nominato per due volte (nel 1985 e nel 1992) "grande elettore" per l'elezione del presidente della Repubblica.
Nel 1995 aderisce ai Cristiani Democratici Uniti e nel 1996 a Forza Italia.
Eletto come capolista alle comunali di Bologna nel 1999, diventa capogruppo in consiglio comunale. Alle elezioni regionali emiliane del 2000 è eletto nuovamente consigliere con oltre 5000 preferenze.
Viene eletto nel 2001 alla Camera dei deputati, rieletto nel 2006 e nel 2008. Nella XVI Legislatura è membro della VII commissione - Cultura, Scienze e Istruzione e coordinatore cittadino del PdL bolognese; fa parte inoltre del 
Consiglio Direttivo del PdL alla Camera dei Deputati.
Nel 2007 denunciò per vilipendio della religione gli organizzatori di uno spettacolo, andato in scena a Bologna, che a suo dire conteneva bestemmie contro la Madonna: la sua querela però venne archiviata in quanto, secondo il procuratore capo di Bologna Enrico Di Nicola, la Vergine Maria non è una divinità.
Il 20 luglio 2010 ha presentato una proposta di legge per l'abolizione del valore legale della laurea e il 14 settembre 2011 un ordine del giorno che impegna il governo a sostituire la festività del 25 aprile, anniversario della liberazione, con il 18 aprile, ricorrenza delle elezioni politiche tenute nel 1948.
Alle elezioni politiche del 2013 non viene ricandidato dal PdL in Parlamento.